# Droga (topologia)
Droga – ciągłe przekształcenie z przedziału jednostkowego w przestrzeń topologiczną. Pętlą nazywa się drogę, której początek i koniec pokrywają się. Ich parametr, szczególnie przy homotopiach, nazywa się niekiedy czasem.

## Definicja
Niech {\displaystyle I=[0,1]\subset \mathbb {R} } oraz niech {\displaystyle X} będzie przestrzenią topologiczną. Drogą nazywamy ciągłe przekształcenie {\displaystyle f\colon I\to X.}
Punktem początkowym drogi jest {\displaystyle f(0),} a końcowym {\displaystyle f(1).} Często mówi się o „drodze z {\displaystyle x} do {\displaystyle y}”, co oczywiście oznacza, że punkty te są odpowiednio początkowym i końcowym danej drogi.
Pętlą zaczepioną w {\displaystyle x\in X} nazywa się drogę z {\displaystyle x} do {\displaystyle x.} Równoważnie można określić ją jako drogę {\displaystyle \alpha \colon I\to X} taką, że {\displaystyle \alpha (0)=\alpha (1)} lub jako ciągłe odwzorowanie okręgu jednostkowego w przestrzeń, czyli {\displaystyle \alpha \colon {\mathcal {S}}^{1}\to X.} Ostatnia równoważność wynika z tego, że {\displaystyle {\mathcal {S}}^{1}} może być rozważane jako przestrzeń ilorazowa {\displaystyle I} z utożsamionymi punktami {\displaystyle 0} i {\displaystyle 1.}
Zbiór pętli w {\displaystyle X} zaczepionych w {\displaystyle a} nazywamy przestrzenią pętli i oznaczamy symbolem {\displaystyle \Omega (X).}

### Drogowa spójność
Przestrzeń topologiczną, w której dla jej dowolnych dwóch punktów istnieje droga je łącząca, nazywa się drogowo spójną. Każda przestrzeń {\displaystyle X} może zostać rozbita na zbiór drogowo spójnych składowych, który oznaczany jest często {\displaystyle \pi _{0}(X).}

### Przestrzenie z wyróżnionym punktem
Można także badać drogi i pętli w przestrzeniach topologicznych z wyróżnionym punktem, które są ważnymi obiektami w teorii homotopii. Niech {\displaystyle (X,a)} będzie taką przestrzenią, drogą w {\displaystyle (X,a)} nazywa się te drogi w {\displaystyle X,} których punktem początkowym jest {\displaystyle a.} Analogicznie pętlą w {\displaystyle (X,a)} nazywa się pętle zaczepione w {\displaystyle a.}

## Homotopia

Homotopia między dwiema drogami.

Homotopia dróg i pętli jest niezwykle ważnym środkiem badawczym w dziale topologii algebraicznej, nazywanym teorią homotopii. Homotopia między drogami jest uściśleniem intuicji ciągłej deformacji drogi w jednostce czasu (którą jest przedział jednostkowy {\displaystyle I}) przy zachowaniu jej punktów końcowych.
Homotopia między pętlami zaczepionymi we wspólnym punkcie pozwala przyporządkować przestrzeni topologicznej z wyróżnionym punktem grupę podstawową. Okazuje się, że jeżeli wspomniana przestrzeń jest łukowo spójna, to wybór punktu zaczepienia jest nieistotny.

### Drogi
Homotopią dróg z {\displaystyle a} do {\displaystyle b} w {\displaystyle X} nazywamy rodzinę dróg {\displaystyle f_{t}\colon I\to X} taką, że
- {\displaystyle f_{t}(0)=a} i {\displaystyle f_{t}(1)=b} są stałe,
- odwzorowanie {\displaystyle F\colon I\times I\to X} dane wzorem {\displaystyle F(s,t)=f_{t}(s)} jest ciągłe.

### Pętle
Homotopią pętli {\displaystyle \alpha ,\beta \in \Omega (X,a)} nazywamy homotopię {\displaystyle H\colon I\times I\to X} łączącą {\displaystyle \alpha } oraz {\displaystyle \beta } spełniającą warunek {\displaystyle H(0,t)=H(1,t)=a} dla {\displaystyle t\in I.}
Dla powyższej homotopii każda droga {\displaystyle \alpha _{t}(s)=H(s,t)} jest pętlą w {\displaystyle X} zaczepioną w {\displaystyle a.} Należy pamiętać, że na homotopię pętli nakłada się dodatkowy warunek: mianowicie aby punkt zaczepienia {\displaystyle a} nie ulegał przesunięciu.

### Równoważność
Drogi i pętle między którymi zachodzi homotopia, nazywa się homotopijnymi. Podobnie jak homotopia dowolnych przekształceń, homotopie dróg w {\displaystyle \Omega (X)} i pętli w {\displaystyle \Omega (X,a)} są relacjami równoważności. Klasa równoważności drogi {\displaystyle f} tej relacji nazywana jest klasą homotopii i oznaczana często {\displaystyle [f].}

## Składanie
Załóżmy, że {\displaystyle f} jest drogą z {\displaystyle x} do {\displaystyle y,} zaś {\displaystyle g} z {\displaystyle y} do {\displaystyle z.} Złożeniem dróg {\displaystyle f} i {\displaystyle g} nazywamy drogę {\displaystyle f\circ g} zdefiniowaną jako uprzednie przejście po {\displaystyle f,} a następnie po {\displaystyle g{:}}
{\displaystyle (f\circ g)(s)={\begin{cases}f(2s)&0\leqslant s\leqslant {\tfrac {1}{2}}\\g(2s-1)&{\tfrac {1}{2}}\leqslant s\leqslant 1\end{cases}}.}
Jeżeli rozważymy wszystkie pętle zaczepione w {\displaystyle a,} to złożenie dróg staje się działaniem dwuargumentowym. Złożenie dróg nie jest łączne z powodu różnic w parametryzacjach, jednakże jest łączne na poziomie homotopii, tj. {\displaystyle [(f\circ g)\circ h]=[f\circ (g\circ h)].}

### Grupa podstawowa
Składanie dróg określa na zbiorze klas homotopii pętli zaczepionych we wspólnym punkcie {\displaystyle a} strukturę grupy, nazywanej grupą podstawową i oznaczaną {\displaystyle \pi _{1}(X,a).}